# Hermandad de San Juan Evangelista (Ocaña)
Hermandad heredera de la de Pajes de San Juan Apóstol y Evangelista de la Parroquia de Santa María de la Asunción en el siglo XVIII, siendo una de las Hermandades que entonces dependían del Tronco y Archicofradía de Nuestro Padre Jesús Nazareno.

## Fundación Histórica
Fundada en 1714. Debido a que la Sede Primada estaba vacante, su constitución fue confirmada por el Consejo del Arzobispado de Toledo.

## Rehabilitación
Tras la contienda civil, fue reconstituida en 1946.

## Reseña histórica

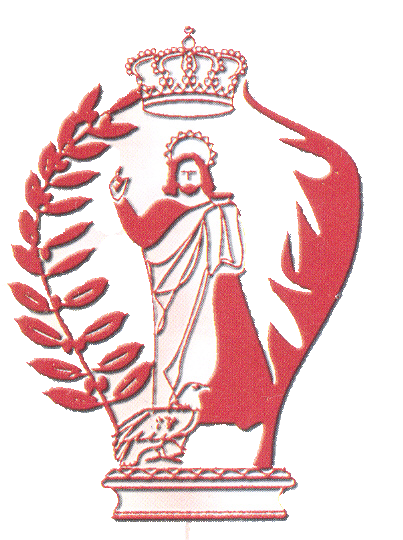
Emblema Está formado por la imagen de San Juan Evangelista, adornada con un ramo de laurel (izquierda) y una palma (derecha), rematados con una corona y en el pie un águila, símbolo del apóstol.

Esta hermandad se fundó una vez acabada la Guerra de Sucesión Española. Fue la Archicofradía de Nuestro Padre Jesús Nazareno la que, echando de menos la figura del "discípulo amado" en la procesión del Viernes Santo, tomó la iniciativa de fundar una hermandad en 1714.
La Hermandad de Pajes de San Juan Evangelista no podía tener más de 40 pajes, los cuales acompañarían a dicho apóstol con túnicas moradas sin capuz, con insignias en el pecho con el retrato de éste, cada uno con un hacha encendida del mismo modo que lo hacían los Pajes de Nuestro Padre Jesús Nazareno. Como se podía observar, todas las hermandades adjuntas al Tronco de Jesús Nazareno, la túnica era de color morado, distinguiéndose entre las distintas hermandades por las insignias que llevaban en el pecho con el retrato del titular de cada una. Los Pajes de San Juan Evangelista iban ubicados dentro de la procesión delante de los Pajes de Nuestro Padre Jesús Nazareno desde su salida desde la Iglesia Parroquial de San Pedro hasta el final de la procesión, con hachas de cera amarilla de cuatro mechas. Por la Puerta Menor (hoy Arco de la Plaza del Doctor Espina y Capó) irían al encuentro de Nuestra Señora de la Soledad de la Parroquia de Santa María de la Asunción y de sus pajes a la calle de la Amargura (hoy Calle del Mercado).
El 7 de marzo de 1929, se constituye la Hermandad de San Juan Evangelista debido a que un grupo de jóvenes de la Villa piden permiso a la Archicofradía de Nuestro Padre Jesús Nazareno para abandonar la denominación de Pajes. Desde este momento, también cambian la túnica de color morado por túnica y capuz de terciopelo de color grana, capa blanca y sandalias oscuras. Ese mismo año, la hermandad invitaría a una representación de la Archicofradía de Nuestro Padre Jesús Nazareno a su refresco del Viernes Santo, que tiene lugar antes de la procesión.
No es hasta el 5 de marzo de 1946, cuando una vez acabada la contienda civil, y bajo la presidencia del párroco Anastasio Fernández, se funda de nuevo la hermandad. Con todas las imágenes sagradas destruidas, unas fieles ocañenses donan la imagen de San Juan Evangelista y en abril del mismo año trasladan dicha imagen a la capilla de Nuestro Padre Jesús Nazareno para su posterior bendición el Domingo de Ramos.

## Sede Canónica
Iglesia Parroquial de Santa María de la Asunción.

## Número de Componentes
194 hermanos y hermanas.

## Hábito

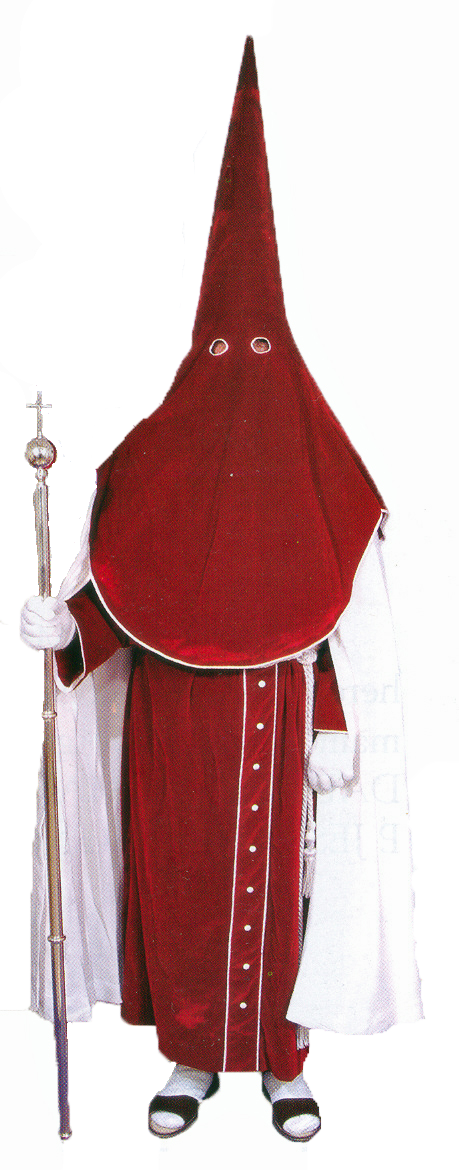
Hábito de la Hermandad de San Juan Evangelista.

Túnica y capuz de terciopelo rojo adornada con botones blancos. Capa igualmente blanca y cíngulo blanco. Guantes blancos y sandalias marrones con medias blancas caladas.

## Sitios de interés
Calle General Moscardó esquina Plaza del Doctor Espina y Capó. La hermandad toma un recorrido distinto al de la Archicofradía de Nuestro Padre Jesús Nazareno entrando en la Plaza Mayor por diferentes arcos.

## Actividades
La Fiesta Mayor se celebra el día 27 de diciembre, día de San Juan Evangelista.

## Curiosidades
- Esta hermandad está hermanada con la Cofradía de San Juan Evangelista "Ante Portam Latinam" de Sonseca (Toledo).
- Es una hermandad caritativa ya que habitúa a realizar gestiones de asistencia y caridad además de campañas de ayuda a los más pobres.
- A partir de la segunda caída, en la procesión del Viernes Santo, se cambian turnos de andas con la Hermandad de la Santa Mujer Verónica.